# اسکانسانو
اسکانسانو (به ایتالیایی: Scansano) یک کومونه در ایتالیا است که در استان گروستو واقع شده‌است.

## خصوصیات
اسکانسانو ۲۷۳٫۵۷ کیلومترمربع مساحت و ۴٬۵۹۷ نفر جمعیت دارد و ۵۰۰ متر بالاتر از سطح دریا واقع شده‌است.